# چارنتسا
چارنتسا (به لهستانی:  Czarnca) یک روستا در لهستان است که در گمینا وووشچووا واقع شده‌است. چارنتسا ۷۳۰ نفر جمعیت دارد.